# A Beautiful Lie (singolo)
A Beautiful Lie è un singolo del gruppo musicale statunitense Thirty Seconds to Mars, pubblicato il 17 dicembre 2007 come quarto estratto dall'album omonimo.

## Pubblicazione
Il 2 maggio 2007, dopo aver chiesto conferma all'Echelon e al Mars Army, fu annunciato sul sito ufficiale dei Thirty Seconds to Mars che A Beautiful Lie sarebbe stato il quarto singolo estratto dal secondo album. Il gruppo poteva decidere tra A Beautiful Lie e The Fantasy; entrambi i brani contengono una comunicazione forte che il gruppo desidera pubblicare.
Il singolo riuscì ad arrivare al numero 37 nella Alternative Songs nel 2007; inoltre in Argentina e in Brasile ebbe un modesto successo entrando dopo pochi giorni dalla pubblicazione nella top 10 dei singoli più acquistati. Inizialmente il singolo doveva essere pubblicato durante l'estate, ma fu rimandato nel tardo 2007 a causa della prolungata durata della registrazione del video.

## Video musicale
Il 6 novembre 2007, si decise che la première del video dovesse venire pubblicata su Yahoo! Music Premieres il 12 novembre dello stesso anno. Successivamente fu posticipato per il 3 dicembre e più tardi ancora per il 5 dicembre. Attraverso un nuovo comunicato, il gruppo ha annunciato la pubblicazione del videoclip dopo Natale, con una programmazione speciale su MTV il 30 dicembre. Dopo altri rinvii, il video è stato definitivamente pubblicato il 30 gennaio 2008 su Myspace.
In accordo con l'EMI Giappone, il video doveva essere registrato in Alaska. Jared Leto decise di spostare le riprese in Groenlandia, e il gruppo iniziò a registrare il 29 agosto 2007. Jared dichiarò che il video sarebbe stato registrato con materiali ecologici e il ricavato di ogni download sarebbe andato in beneficenza ad una causa ambientale. Il gruppo annunciò in un'intervista ad Atlanta che il video sarebbe stato l'ultimo della trilogia degli short film (dopo The Kill (Bury Me) e From Yesterday), ed è allo stesso tempo un documentario.
Il video mette in evidenza l'importanza del riscaldamento globale, che sta causando numerosi problemi alle popolazioni nordiche. Il video è stato diretto da Jared Leto sotto lo pseudonimo di Angakok Panipaq. In contemporanea al video è stato lanciato un sito apposito, dove vengono firmate petizioni. Il gruppo ha spiegato la storia del video, e di come si è arricchito il loro bagaglio culturale e professionale durante questa esperienza, attraverso il sito di Rock Sound.

### A Beautiful Lie 2.0
Il 16 settembre 2008 i Thirty Seconds to Mars hanno pubblicato su ABeautifulLie.org una versione alternativa del videoclip, denominato A Beautiful Lie 2.0. Questa versione vede come registi Bartholomew Cubbins, Angakok Panipaq e la Deep Friend Production. Questo video, più provocatorio rispetto all'originale, affronta attraverso effetti grafici, soprattutto di testi, riflessioni su problemi ambientali.

## Tracce
CD promozionale (Europa)
1. A Beautiful Lie (Single Shot) – 4:05
2. A Beautiful Lie (Half Caf) – 3:50

Download digitale
1. A Beautiful Lie (Half Caf) – 3:50
2. A Beautiful Lie – 4:05
3. A Beautiful Lie (Acoustic) – 3:41
4. Attack (Live at CBGB) – 4:14

## Classifiche
| Classifica (2007/08)      | Posizione massima |
| ------------------------- | ----------------- |
| Argentina                 | 1                 |
| Brasile                   | 1                 |
| Canada                    | 27                |
| Germania                  | 92                |
| Italia                    | 16                |
| Nuova Zelanda             | 16                |
| Portogallo                | 11                |
| Stati Uniti (alternative) | 37                |